# 吉瀬敬太
吉瀬 敬太（きせ けいた、1981年7月27日 - ）は、日本の音楽家、俳優。身長170cm、血液型B型。作家の井上亜矢子、脚本家の今村妙子は実姉。
鬼畜紙芝居屋の専従作曲家として作曲活動を開始。RPGやミュージカル、CM等楽曲を提供。舞台を中心に俳優としても出演。

## 来歴
中学生時代に嘉門達夫に憧れてアコースティック・ギターを始める。友人の誘いでTHE BLUE HEARTSや横浜銀蝿のコピーバンドにギター・ボーカルとして参加。以降、ライブハウスに頻繁に出入りするようになり、様々なバンドにギタリストとして参加するようになる。
高校時代に劇団昴の菊池准により俳優としての指導を受ける。17歳で新国立劇場大ホールで初舞台となるオペラ「おしち」（作曲：池辺晋一郎　台本：八坂裕子,星野和彦）に参加。舞台俳優を志した時期もあるようであるが、貧乏を嫌い断念している。
2006年より友人の誘いにより同人レーベル「鬼畜紙芝居屋」に参加。サウンドノベルやRPGの作曲を手がけることとなる。参加当時は作曲技術はおろかDAWの知識もない状態で、作曲の締め切りだけが課されるという過酷な状況でのスタートであった。以降、いくつかのレーベルに参加し経験を積む中で、舞台音楽にも着手する。
2008年には実姉である脚本家今村妙子の作品「メアリーと不思議な冒険旅行」（演出：村田元史、出演：奥田隆仁）の音楽を担当。ミュージカル作曲家としてのスタートを切る。
2010年からは自身の師でもある振付師の神崎由布子からの声かけにより、子ども参加型のミュージカルに参加。（福岡県福岡市）
2012年には関西テレビ放送のポッドキャスト「ヤマヒロのアナ Pod cafe」に出演。ヤマヒロこと山本浩之が率いる「PHK（Positive Hage no Kai＝ポジティブ・ハゲの会）」への楽曲提供も行う。
2021年に江頭2:50のYouTubeチャンネル『エガちゃんねる』に楽曲を提供する。

### 趣味
- ウナギ釣りの名人であり、シーズンには休みとあらば釣りに出かけている。
- バイク好き（ロードホッパーtype5）。ロードホッパーのディーラーであるリアルホッパーのツーリングを毎回企画しており、界隈では「隊長」の愛称で通っている。

### 関連人物
- 奥田隆仁 - 俳優。同郷で竹馬の友。役者として共演経験がある。
- 平田広明 - 俳優,声優。朗読劇「セロ弾きのゴーシュ」にて共演。
- 日高哲英 - 作曲家。正式ではないが師弟関係にあたる。舞台音楽ではアドバイスを受ける。
- 赤塩正樹 - ミュージシャン。赤塩氏のプロダクションA.K.A. Planet所属の俳優の演技指導を勤めたことあがある。
- FAITH  - バンド。ボーカルのドリチュラーとは長年にわたり舞台を共にしている。

| スタブアイコン | サブスタブ | この項目は、まだ閲覧者の調べものの参照としては役立たない、音楽関係者（バンド等）に関連した書きかけの項目です。この項目を加筆・訂正などしてくださる協力者を求めています（P:音楽/PJ:芸能人）。 |